# Mahamadou Djeri Maïga
Mahamadou Djeri Maïga (Ansongo; 1972-Bamako; 22 de octubre de 2018) fue un político maliense de origen azawadí, que fungió como vicepresidente del Consejo de Transición del Estado de Azawad.

## Biografía
Después de que el Movimiento Nacional para la Liberación del Azawad perdió el control sobre el norte de Malí, huyó a Níger.
Entre el 1 y el 10 de octubre de 2010, se presentó en Acra junto a su compatriota Mohamed Zeyni Aguissa Maïga, quien funge como encargado de despacho de la Juventud y los Deportes, para reunirse con los azawadíes residentes en Ghana e informarles de la situación que prevalecía en la región. El 4 de diciembre de 2012, se reunió en Uagadugú con el presidente de Burkina Faso Blaise Compaoré quien es el mediador del CEDEAO, y, con el ministro de Relaciones Exteriores de Malí Tieman Coulibaly, así como con el líder de Ansar Dine Alghabass Ag Intalla para solucionar la situación imperante al norte de Malí. El 5 de febrero de 2013, en entrevista para AFP Mahamadou Djeri Maïga, reiteró su interés por negociar con el Gobierno de Malí para llegar a acuerdos sobre el futuro de Azawad.